# Kim Wan-sun
Kim Wan-sun (hangul: 김완선; ur. 16 maja 1969 w Seulu) – południowokoreańska piosenkarka, która w połowie lat 80. i na początku lat 90. była określana mianem „koreańskiej Madonny” oraz „tańczącej królowej ery renesansu koreańskiej muzyki popularnej”, a także symbolem seksu ze względu na swój seksowny taniec i charyzmatyczną prezencję na scenie. 
Zadebiutowała w 1986 roku albumem Tonight. Jej piąty album, Pierrot Smiles at Us, sprzedał się w 1 milionie egzemplarzy. Jest uważana za jedną z pierwszych artystów koreańskiej fali ze względu na jej sukces na Tajwanie w połowie lat 90.

## Życiorys
Kim Wan-sun urodziła się jako Kim I-sun 16 maja 1969 r., ma cztery siostry dwie starsze i dwie młodsze. Kiedy była w gimnazjum, rozpoczęła naukę śpiewu i tańca pod okiem swojej ciotki, Han Baek-hee, która prowadziła odnoszących sukcesy muzyków, w tym piosenkarkę Insooni. Han rygorystycznie ją trenowała przez trzy lata, w tym czasie Kim porzuciła szkołę i nie odwiedzała swoich rodziców.

## Dyskografia

### Albumy studyjne Korea
| Tonight (오늘밤) - Data wydania: 11 kwietnia 1986 - Wytwórnia: Jigu Records - Format: LP, Kaseta magnetofonowa                                         |
| Alone in Front of the Yard (나홀로 뜰앞에서) - Data wydania: 7 maja 1987 - Wytwórnia: Jigu Records - Format: LP, Kaseta magnetofonowa                  |
| Too Lonely to Dance Alone (나홀로 춤을 추긴 너무 외로워) - Data wydania: 20 sierpnia 1988 - Wytwórnia: Jigu Records - Format: LP, Kaseta magnetofonowa |
| Feel Good Day (기분 좋은 날) - Data wydania: 10 czerwca 1989 - Wytwórnia: Jigu Records - Format: LP, Kaseta magnetofonowa                              |
| Pierrot Smiles at Us (삐에로는 우릴 보고 웃지) - Data wydania: 21 sierpnia 1990 - Wytwórnia: Asia Records - Format: CD, LP, Kaseta magnetofonowa       |
| Sadness (애수) - Data wydania: 1 lipca 1992 - Wytwórnia: Asia Records - Format: CD, Kaseta magnetofonowa                                               |
| Innocence - Data wydania: 1 listopada 1996 - Wytwórnia: King Records - Format: CD, Kaseta magnetofonowa                                                |
| S & Remake - Data wydania: 23 lipca 2002 - Wytwórnia: Yedang Entertainment - Format: CD, Kaseta magnetofonowa                                          |
| Return - Data wydania: 25 października 2005 - Wytwórnia: Doremi Records - Format: CD, Kaseta magnetofonowa                                             |

### Albumy studyjne Taiwan
| The First Touch (第一次接觸) - Data wydania: 14 lipca 1994 - Wytwórnia: PolyGram - Format: CD      |
| Extremely Attractive (極度魅力) - Data wydania: 20 czerwca 1995 - Wytwórnia: PolyGram - Format: CD |
| Mi Mi Hu Hu (迷迷糊糊) - Data wydania: 24 kwietnia 1996 - Wytwórnia: PolyGram - Format: CD         |

### Albumy kompilacyjne
| The Original - Data wydania: 17 kwietnia 2017 - Wytwórnia: K. W. Sunflower Entertainment - Format: CD, digital download |

### Single
| Tytuł                                  | Rok  | Najwyższa pozycja |      |    |
| -------------------------------------- | ---- | ----------------- | ---- | -- |
| Tytuł                                  | Rok  | Super Love        | 2011 | 28 |
| Be Quiet feat. Yong Jun-hyung          | 6    |                   | 2011 |    |
| Goodbye My Love feat. Tiger JK & Bizzy | 2014 | 46                |      |    |
| Puppy (강아지)                         | 2016 | —                 |      |    |
| Use Me feat. Ravi of VIXX              | 2016 | —                 |      |    |
| Set Me On Fire                         | 2016 | —                 |      |    |
| Odisseya                               | 2016 | —                 |      |    |
| Oz On The Moon                         | 2017 | —                 |      |    |
| Jelly Christmas                        | 2017 | —                 |      |    |
| Tonight                                | 2018 | —                 |      |    |
| 심장이 기억해                          | 2018 | —                 |      |    |
| Feeling                                | 2022 | —                 |      |    |